# Aragonés jaqués
El aragonés jaqués o simplemente jaqués es una variedad dialectal del aragonés que se habla en los alrededores de Jaca, la zona del Alto Aragón más llana y fuera de los valles del Pirineo axial. Esto incluye por tanto: Aratorés, Castiello de Jaca, Caniás, Novés, Guasillo, Asieso, Banaguás, Abay, Atarés, Ipás, Badaguás, Baraguás, Guasa, Gracionépel, Barós, Orante, Ulle, Navasa, Navasilla, Castiello de Lerés, Espuendolas, Larrés, Borrés, Martillué, Pardinilla, Jarlata, Cartirana, Sasal, Sabiñánigo, Frauca, Villanúa y la Garcipollera.
Manuel Alvar lo estudió en los años 1940. Hoy en día tiene una vitalidad muy baja y solo lo conocen las personas de mayor edad.

## Uso
Según el Estudio Sociolingüístico sobre el uso del aragonés en la Jacetania (año 2017) en las tres últimas décadas la cifra de hablantes de aragonés ha caído en picado; en el censo de 1981, un 13% de la población jacetana declaraba saber hablar aragonés, habiendo 2.160 hablantes. En el censo de 2011, sin embargo, solamente el 7,3% (1312 personas) de la Jacetania' declaraban hablar el aragonés.

## Fonética
- Hay casos de diptongación en ua, aunque predomina la diptongación ue:
  - güambre, cualla
- Hay casos de pérdida de la -o final:
  - caloi, cochín, espícol
- Plever se mantiene plover (llover), sin disimilación en el área oriental coincidiendo con el panticuto.
- La f- inicial ya se perdió en los años 40-50, mientras que el aragonés general no la pierde:
  - Oz, orca castellanismos fonéticos en lugar de falz, forca.
- Hay muchos ejemplos de conservación de las oclusivas sordas intervocálicas latinas, aunque predomina la sonorización:
  - paco, escopallo
  - gayata, espata, cleta, recutir
  - melico, espícol, caxico, artica
- La x a veces se castellaniza a ch (cheada) o j:
  - bucho, chordiga, conviviendo con buxo y xordica, casos que provienen de la -X- latina.
  - fajinadero, faja, jadón, casos que provienen de la -SK- latina.
- En el área oriental a su vez se encuentra el cambio de ch hacia ts.
  - tsugar en lugar de chugar
- Existen algunos casos de sonorización detrás líquida:
  - chungo, palanga
  - xordica
- El grupo -tr- puede evolucionar a -ir-, (quairón, flaire, pelaire), algo muy común en el aragonés general, pero existe algún caso de conservación:
  - cuatrón

## Morfología
- En los plurales en -rs la r puede pronunciarse en el área occidental y central, pero no se pronuncia en la oriental, coincidiendo con el aragonés general.
- Aunque se documenta algún empleo de la partícula pronomino-adverbial i, pero con escaso empleo:
  - ixe campo lo-i muga
  - en i ai, tamién i ai
- El diminutivo -et se pronuncia -é. El diminutivo -on está más vivo en el área oriental.
- En morfología verbal, el área oriental también es más conservadora porque mantiene la desinencia -nos en los esdrújulos de 1ª persona plural, y la desinencia -z de segunda persona plural, que se han perdido en las áreas central y occidental.

## Léxico
- Se halla léxico oriental:
  - demoré, xugamanos, enfilar.
  - Uella se dice en la zona oriental pero no en las central y occidental.
- Predomina el léxico occidental:
  - calderizo, cremallos, milloca, cornizas...
- Palabras propias:
  - cadín, bresullo, islau, entexir, tembo, copio
- Muchas palabras se encuentran fosilizadas con un sentido mucho más reducido que en el aragonés original y general, como ha ocurrido en el léxico aragonés del castellano aragonés:
  - Espullar no se emplea con ropa, sino con el sentido de la panocha de maíz.
  - Aconortar es solo avegar, no tiene el sentito de consolación como en Alquézar.
  - Busar, que viene de gozar significa únicamente deber de
  - Esbrusar significa solo desmenuzar, en Bielsa tiene un significado más amplio.

## Variedades
- Al oeste del río Aragón es más parecido al aisino, aragüesino, cheso y ansotano. Es el habla propia de Aratorés, Castiello de Jaca, Caniás, Novés, Guasillo, Asieso, Banaguás, Abay y Atarés.
- En la zona más oriental tiene elementos comunes con el tensino, serrablés y somontanés. Es el habla propia de Castiello de Lerés, Espuéndolas, Larrés, Borrés, Martillué, Pardinilla, Jarlata, Cartirana, Sasal, Sabiñánigo y Frauca. Está mejor conservado.
- En la zona central se hallan las dos influencias. Es el habla de Ipás, Badaguás, Baraguás, Guasa, Gracionépel, Barós, Orante, Ulle, Navasa y Navasiella.